# Agathos Daimon

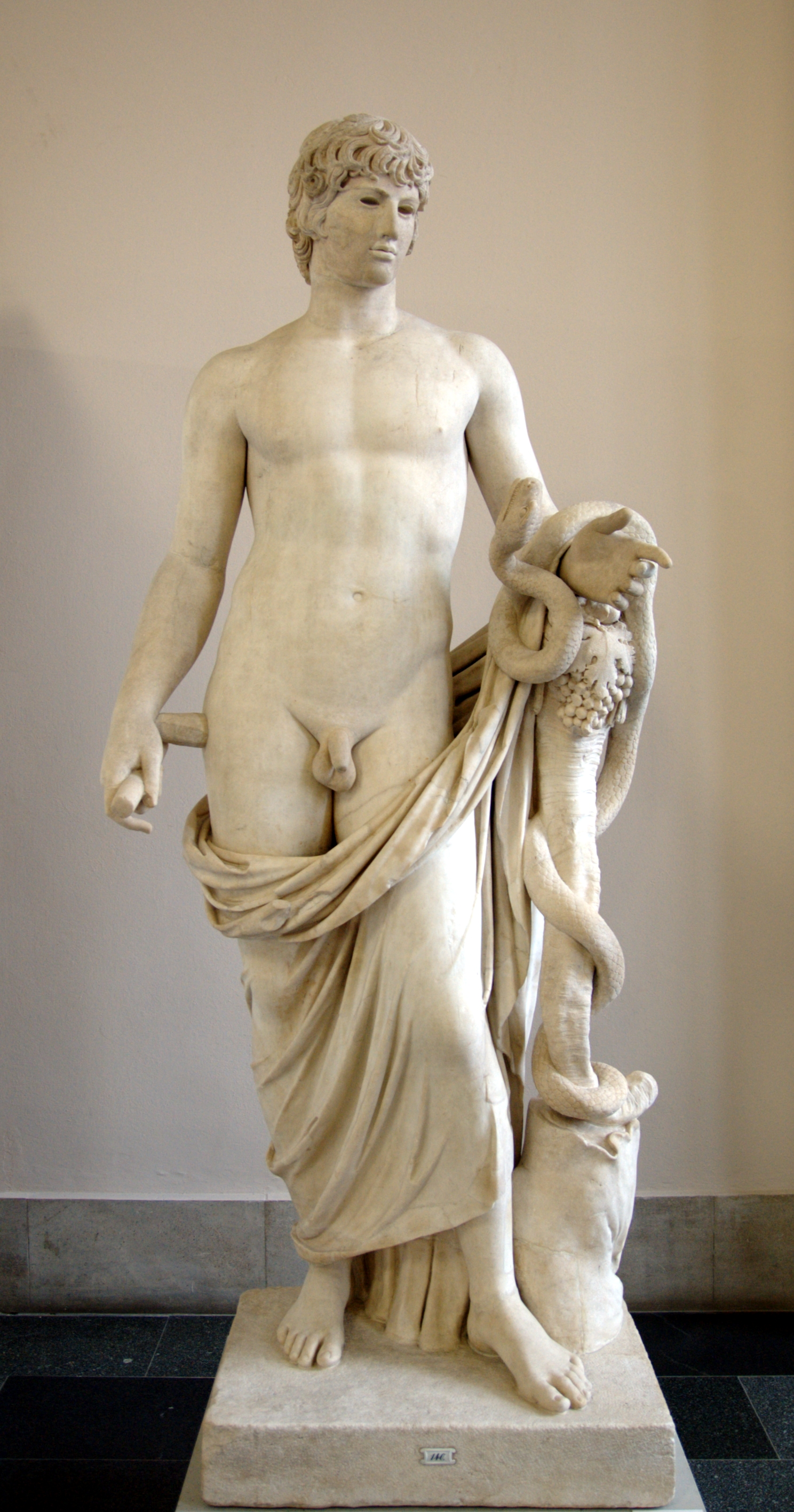
Antinoos als Agathodaimon. Kopflose Marmorstatue vervollständigt mit einem Antinooskopf, 130–138 n. Chr. Altes Museum, Berlin

Agathos Daimon (altgriechisch Ἀγαθὸς Δαίμων Agathòs Daímōn, deutsch ‚guter Geist‘), auch Agathodaimon (Ἀγαθοδαίμων Agathodaímōn), bezeichnet in der griechischen Antike eine wohlwollende Gottheit.

## Mythologische Verbindungen
Nach dem Mahl wurde dem Agathos Daimon eine Weinspende dargebracht. Häufig tritt in Verbindung mit ihm Agathe Tyche (altgriechisch Ἀγαθὴ Τύχη Agathḕ Týchē, deutsch ‚gutes Glück‘) als weitere Hypostase einer Segensformel auf. Als Agathos Daimon scheint auch ein schlangengestaltiger Schutzgeist des Hauses bezeichnet worden zu sein.
Nach Pausanias, der vermutet, dass Agathos Daimon eigentlich ein Beiname des Zeus sei, lag ein dem Agathos Daimon geweihter Tempel vor den Toren von Megalopolis an der Straße nach Maenalos in Arkadien.
Weiter berichtet Pausanias, diejenigen, die das Orakel des Trophonios in Lebadeia konsultieren wollten, hätten mehrere Tage in einem dem Agathos Daimon und der Agathe Tyche geweihten Gebäude mit Vorbereitungen auf den Abstieg in die Orakelhöhle verbringen müssen.
Im griechischen Alexanderroman wird berichtet, dass beim Bau Alexandrias die Arbeiter durch eine Schlange erschreckt worden seien. Alexander befahl, die Schlange zu töten und an der Stelle ein Heiligtum zu errichten. Als das Heiligtum fertiggestellt war, wären zahlreiche Schlangen erschienen und in die Häuser des Tempelbezirks geschlüpft. Diese Schlangen hätte man als Agathoi daimones verehrt. Die Agathodaimonschlange wurde noch in römischer Zeit gelegentlich auf den Rückseiten alexandrinischer Münzen abgebildet.
Im ptolemäischen Ägypten wurde Agathos Daimon mit dem altägyptischen Schicksalsgott Schai gleichgesetzt, der in seiner Tiergestalt als Schlange dargestellt wird. Außerdem entstand im griechisch-römischen Ägypten eine synkretistische Verbindung von Agathos Daimon mit der Urschlange Kneph.

## Buch der Sothis
Von diesen synkretistischen Kombinationen führt eine Linie zum Agathodaimon als Figur der hermetischen Schriften: Im Buch der Sothis wird Agathodaimon in  der ersten göttlichen Dynastie ohne Abstammungsnachweis als dritter Herrscher nach Hephaistos und Helios aufgeführt. Ihm folgte Kronos; ebenfalls ohne verwandtschaftlichen Bezugshinweis.
In der „Ecloga Chronograpica“ verweist Georgios Synkellos auf das „Buch der Sothis“, das Manetho für Ptolemaios Philadelphos verfasst haben soll. Zwischenzeitlich konnte das „Buch der Sothis“ jedoch als Fälschungswerk identifiziert werden, das unbekannte jüdische und christliche Autoren verfassten. Synkellos kommentiert bezüglich Agathodaimon: „Sohn des zweiten Hermes, Vater von Tat“. Der altägyptische Gott Thot wird von Synkellos als erster Hermes betitelt, dessen „heilige Schriften nach der Sintflut in den Büchern des Agathodaimon übersetzt wurden“.